# 2090 Мізухо
2090 Мізухо (2090 Mizuho) — астероїд головного поясу, відкритий 12 березня 1978 року.
Тіссеранів параметр щодо Юпітера — 3,184.